# قطعه محراب کلیسای کفرمارکت

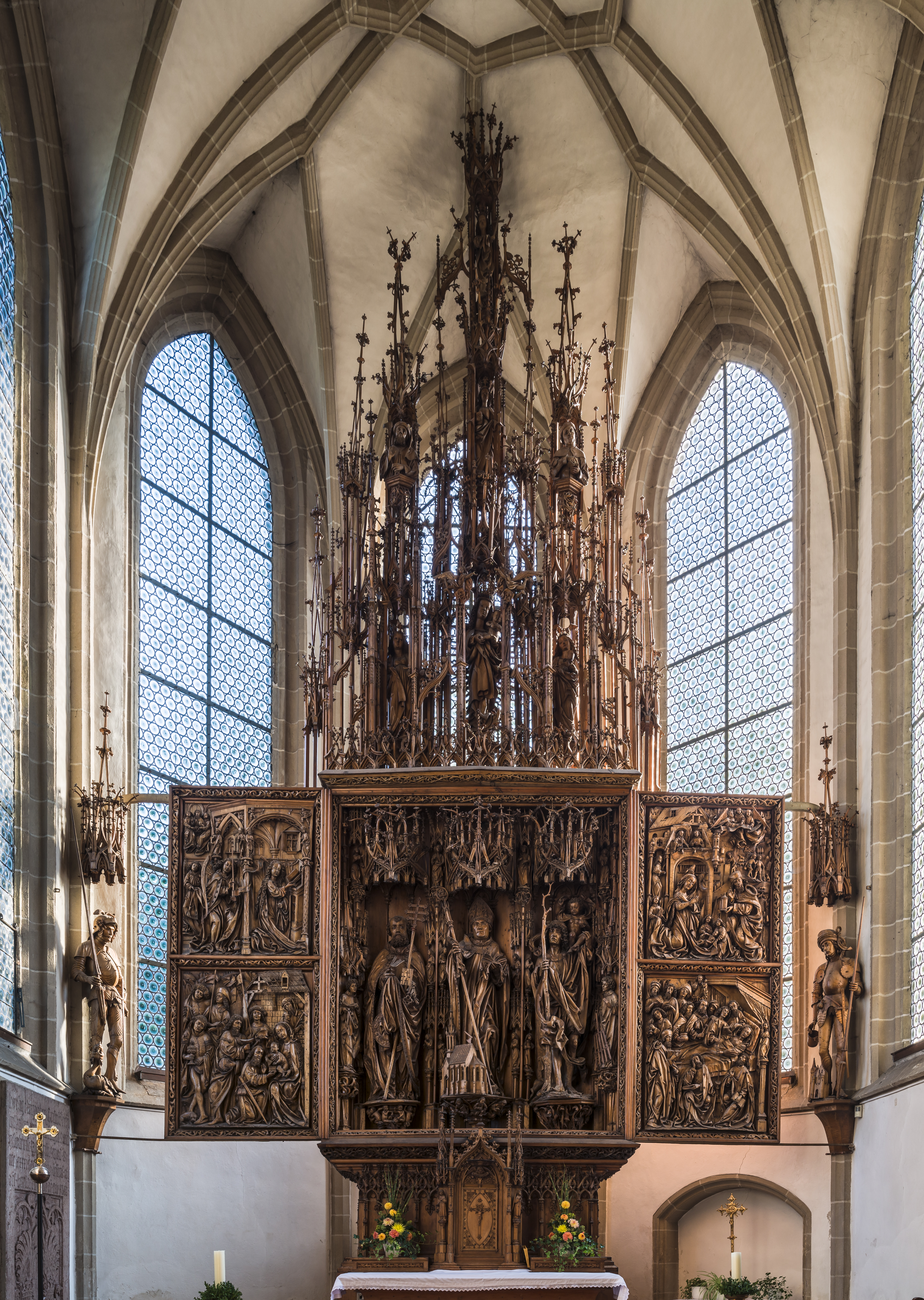
محراب کفرمارکت

محراب کفرمارکت (به آلمانی: Kefermarkter Flügelaltar) یک محراب در سبک اواخر گوتیک در کلیسای کفرمارکت، اتریش علیا است. این کار توسط شوالیه کریستوف فون زلکینگ سفارش داده شد و تخمین زده می‌شود که در سال ۱۴۹۷ به پایان رسید. محراب چوبی با تزئینات بسیار، پیتر، ولفگانگ و کریستوفر مقدس را در قسمت مرکزی آن به تصویر کشیده‌است. پنلٰهای جانبی صحنه‌هایی از زندگی مریمرا به تصویر می‌کشد، و محراب همچنین دارای روبنای پیچیده و دو پیکره جانبی است که جورج و فلوریان مقدس را نشان می‌دهد. هویت سازنده آن مشخص نیست، اما به نظر می‌رسد حداقل دو مجسمه‌ساز ماهر مجسمه اصلی محراب را ایجاد کرده‌اند. در طول قرون، محراب تغییر کرده و رنگ و تذهیب اولیه خود را از دست داده‌است. مرمت عمده ای در قرن ۱۹ تحت مسئولیت نویسنده آدالبرت استیفتر انجام شده‌است. این محراب «یکی از بزرگترین دستاوردهای مجسمه‌سازی اواخر قرون وسطی در مناطق آلمانی زبان» توصیف شده‌است.

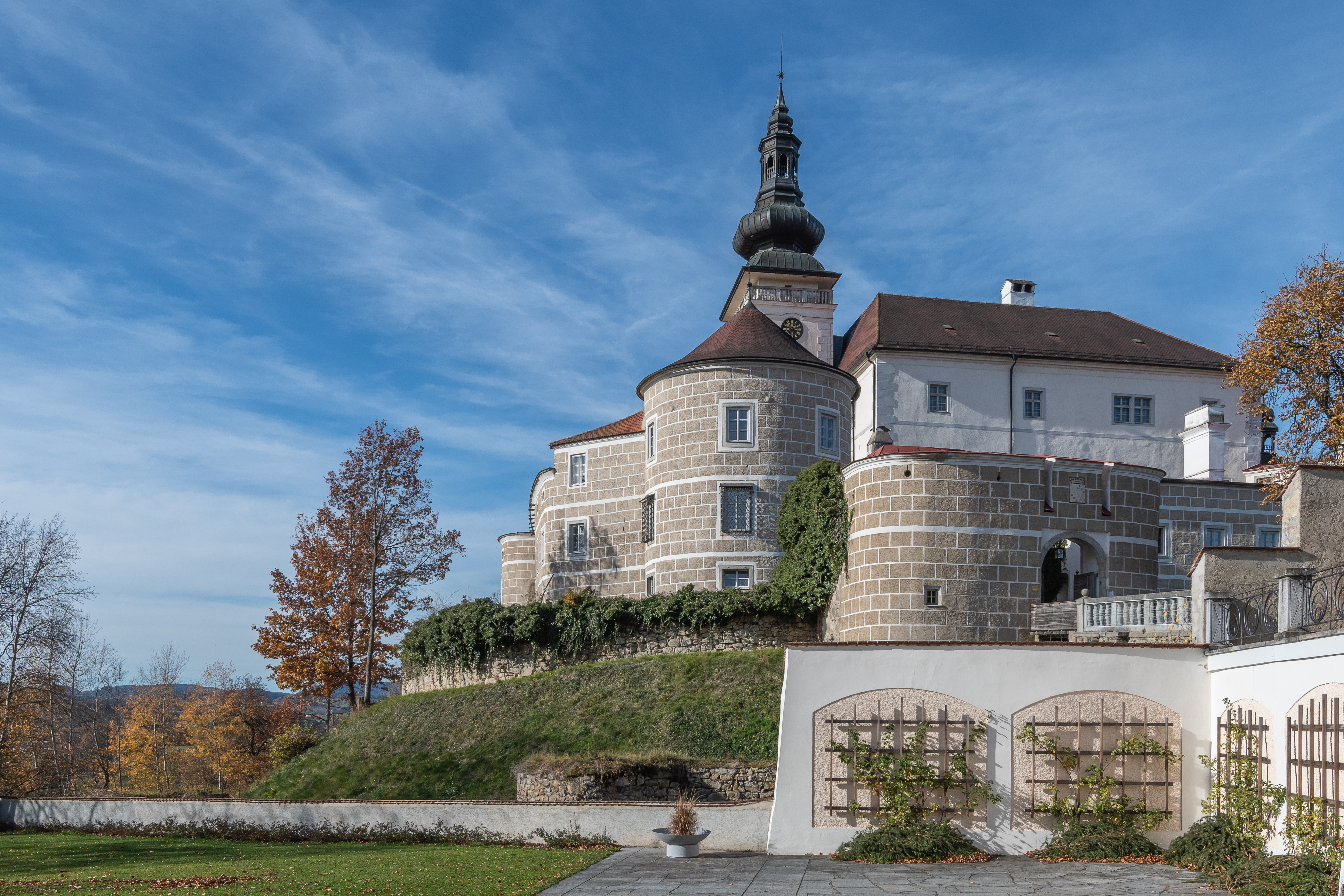
قلعه واینبرگ، در حومه کفرمارکت، محل اقامت کریستف فون زلکینگ بود که سفارش ساخت محراب را داد.

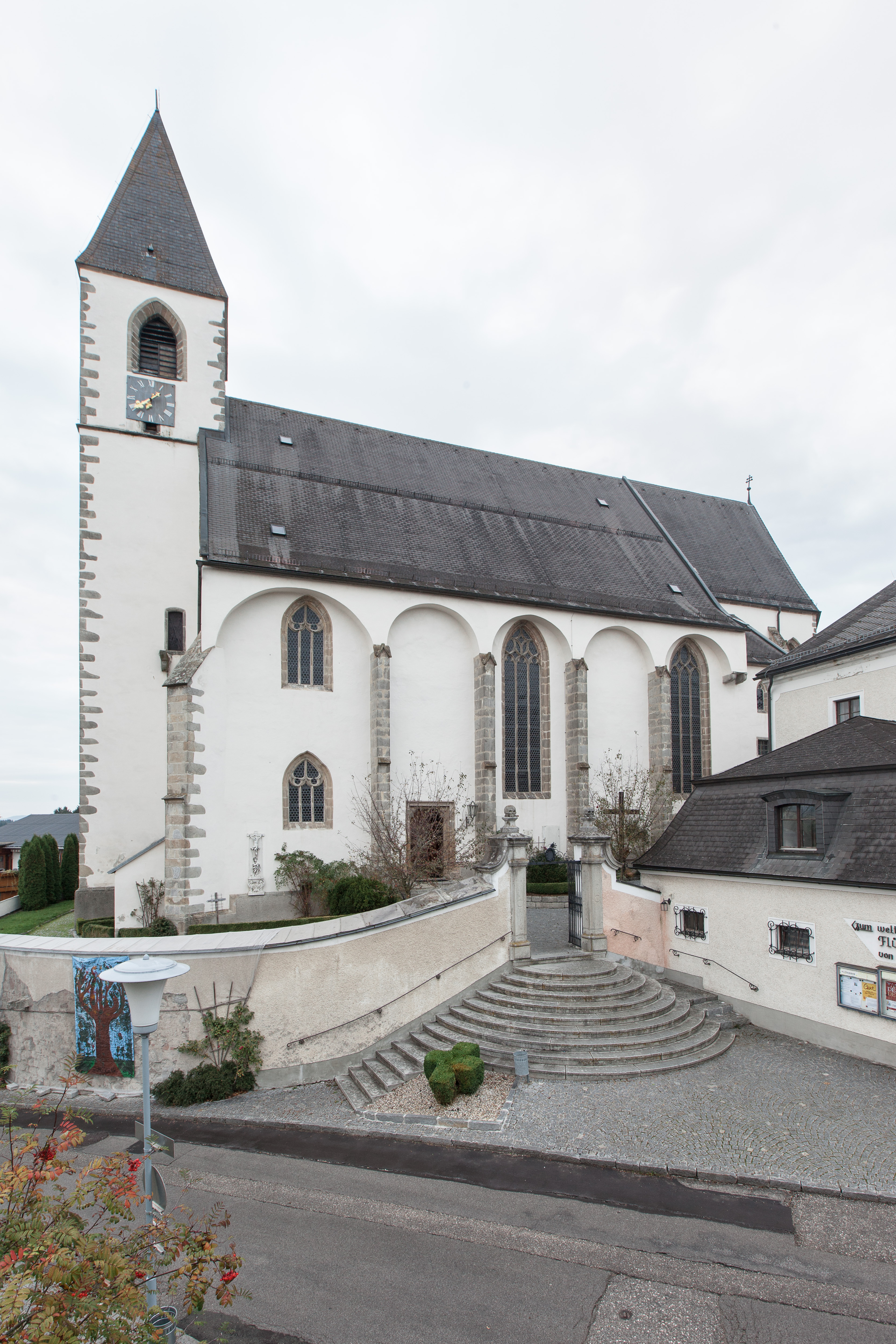
کلیسایی در کفرمارکت، جایی که محراب واقع شده‌است.

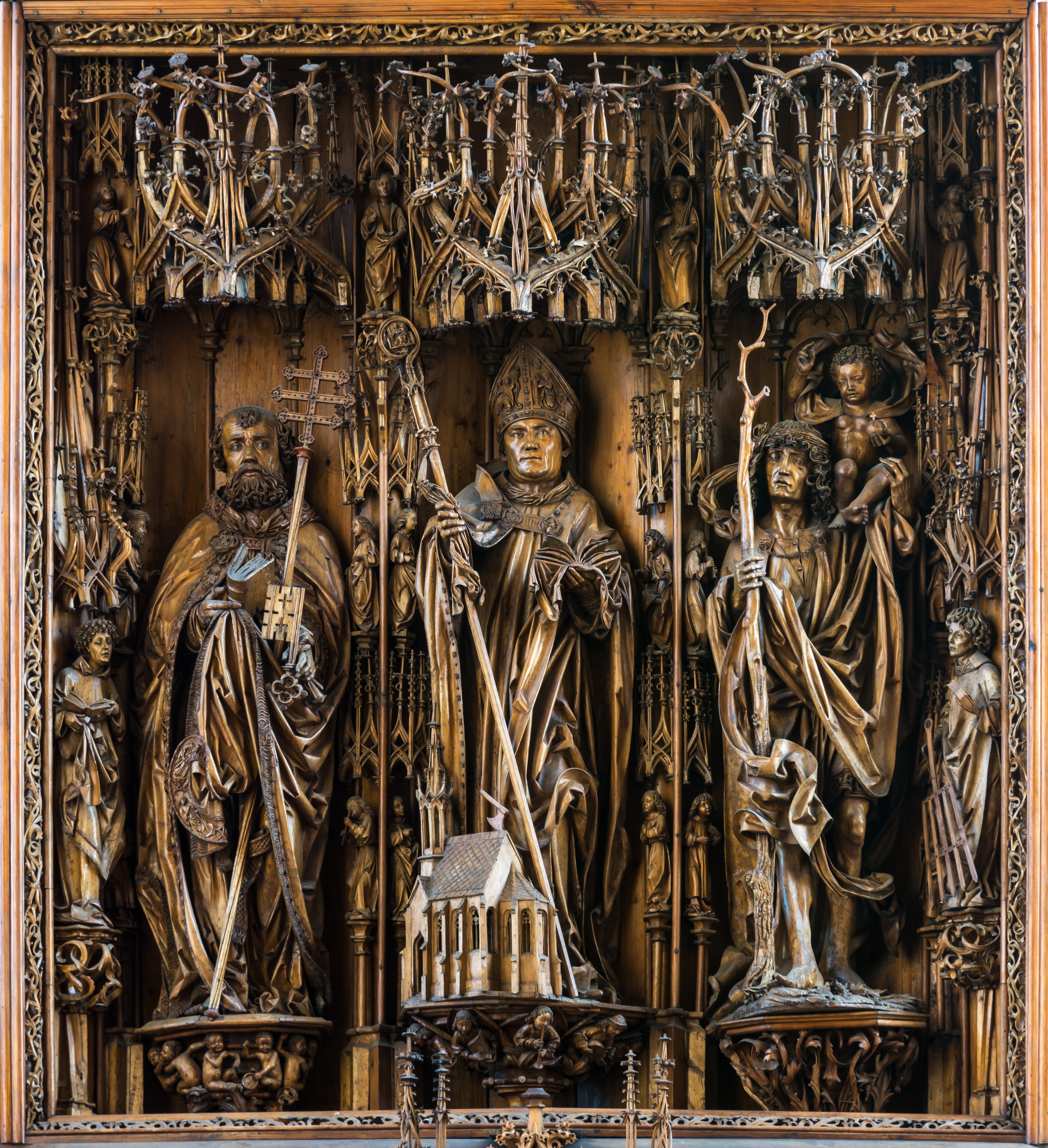
بخش مرکزی محراب

## نگارخانه

The wing panels
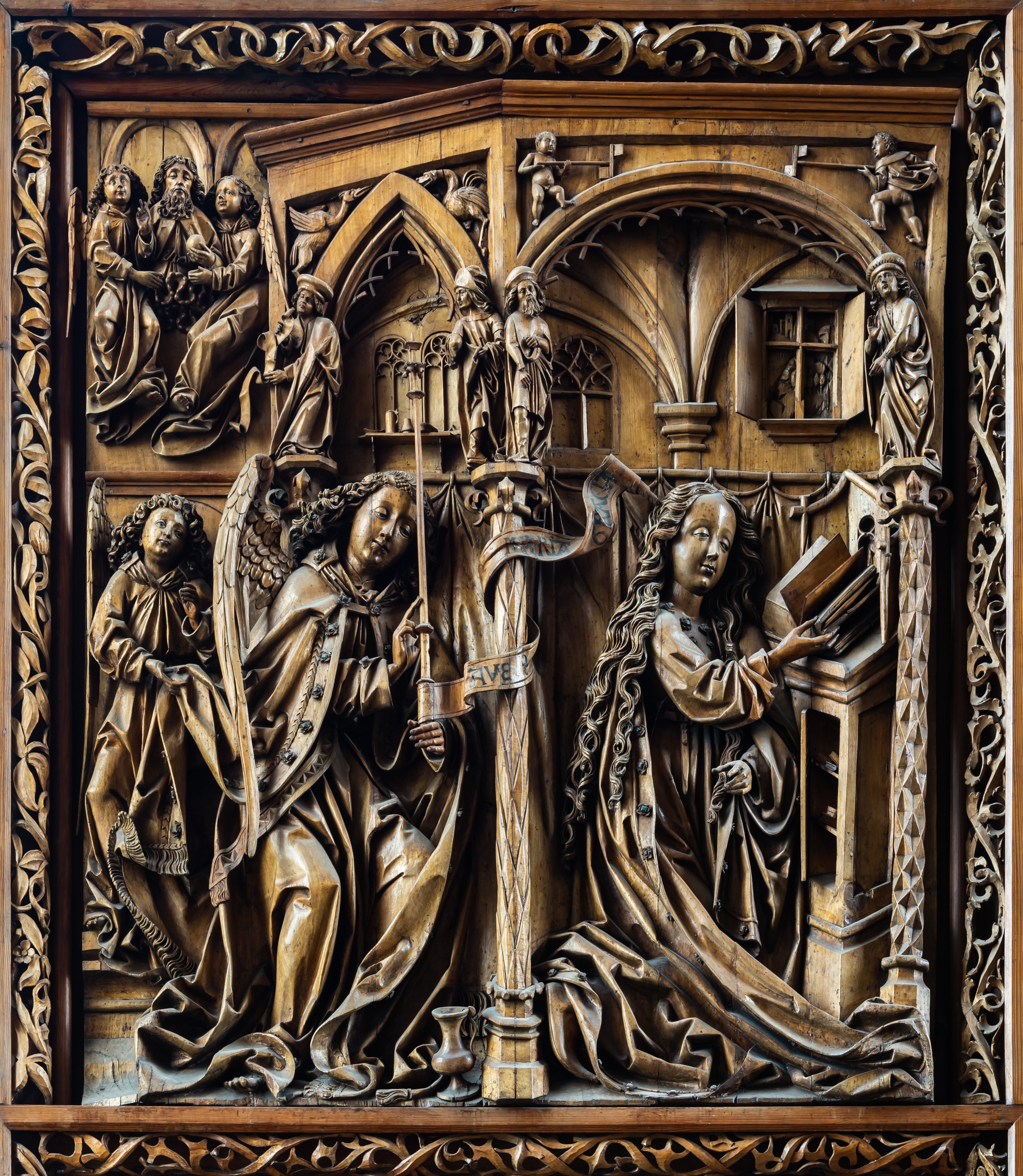
بشارت ، پانل بالای بال راست
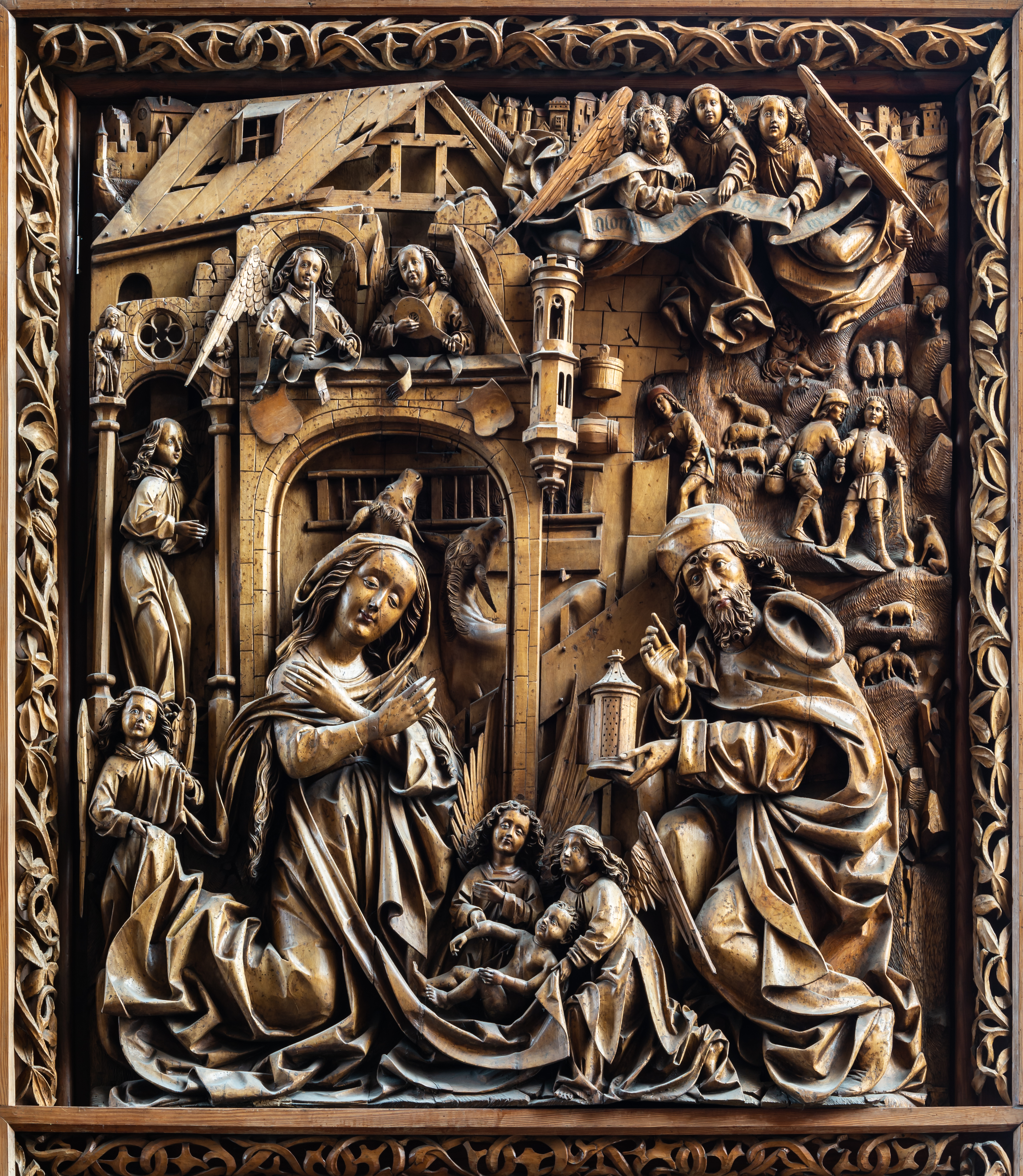
تولد مسیح ، قسمت بالایی بال چپ
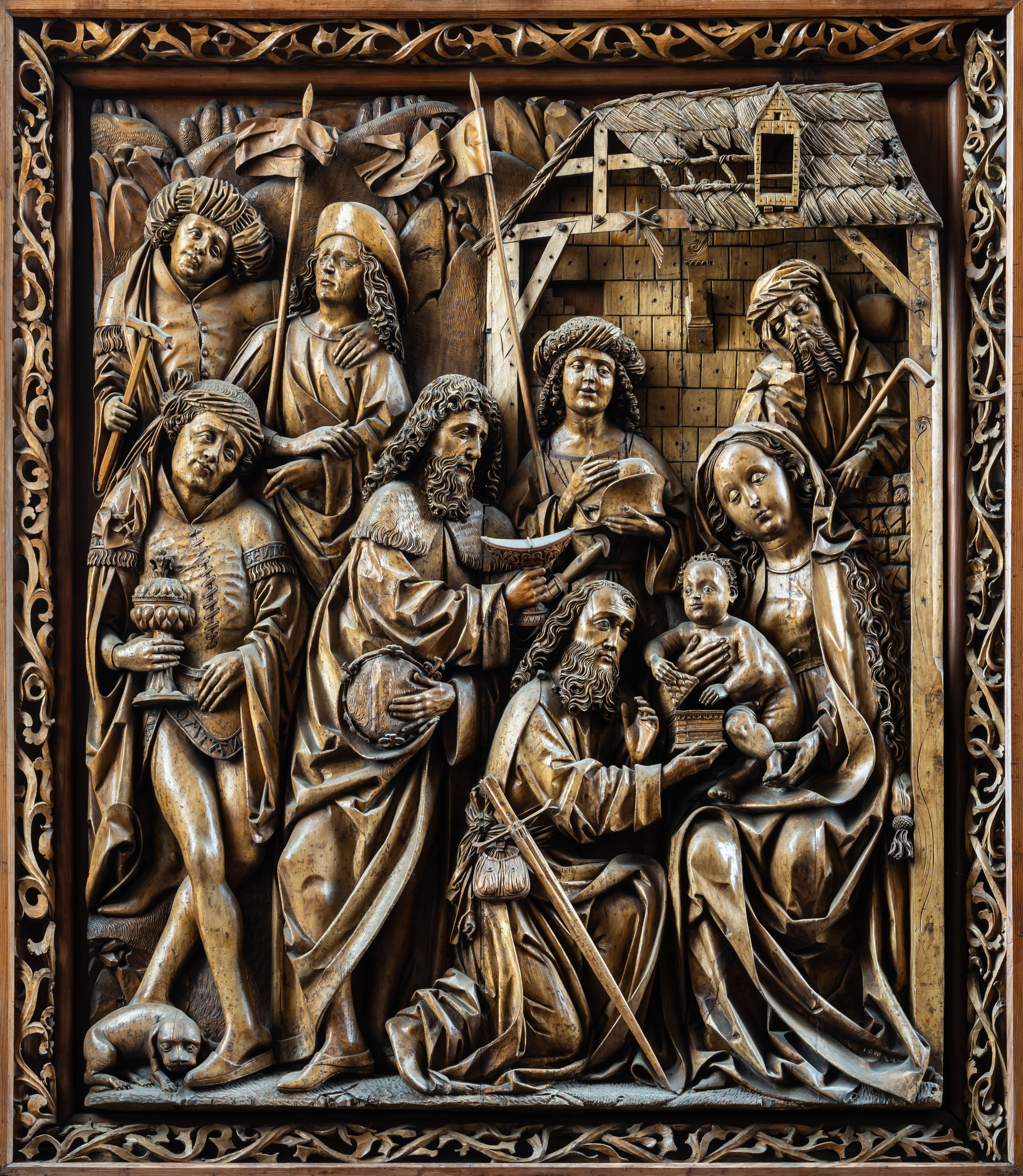
ستایش مجوس ، پانل پایین بال راست
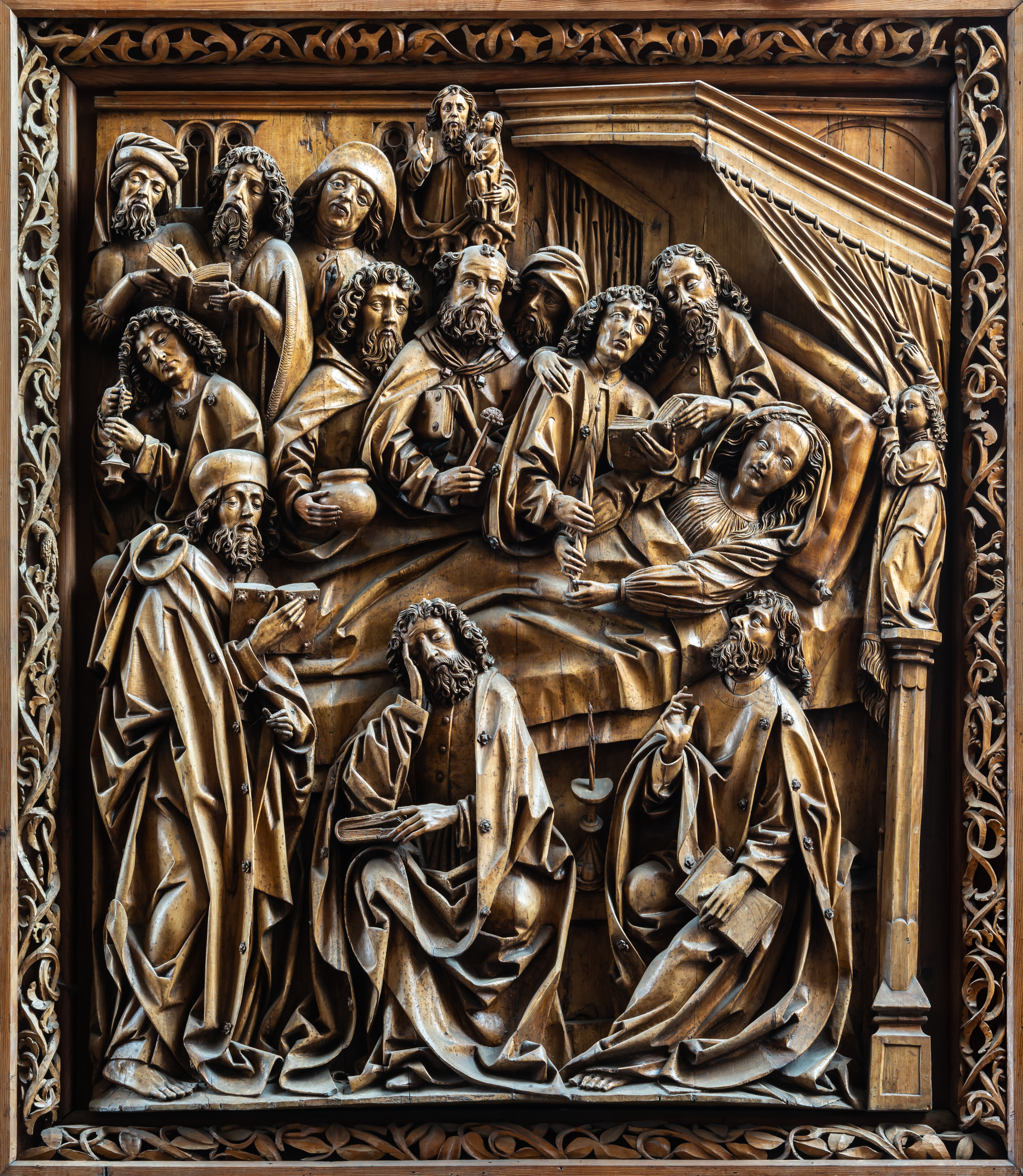
مرگ مریم ، پانل پایین بال چپ